# Jelav
Jelav (en serbe cyrillique : Јелав) est un village de Serbie situé sur le territoire de la Ville de Loznica, district de Mačva. Au recensement de 2011, il comptait 823 habitants.

## Démographie
| 1948 | 1953 | 1961 | 1971 | 1981 | 1991 | 2002 | 2011 |
| ---- | ---- | ---- | ---- | ---- | ---- | ---- | ---- |
| 484  | 529  | 644  | 596  | 508  | 494  | 679  | 823  |

|  |